# Star TV Junior

Star TV Junior est une revue disparue de l'éditeur de petit format Aventures & Voyages qui a seize numéros d'avril 1986 à septembre 1987. Mensuel grand format et en couleurs présentant des adaptations de dessins animés d'origine Marvel (label Star Comics). On y retrouve les Bisounours, Fraggle Rock, Isidore, les Ewoks (de Star Wars) ou les Muppet Babies.

## Insolites
- Cette revue peu recherchée des pocketophiles l'est par contre beaucoup plus des amateurs des séries TV représentées, que ce soit des fans de Star Wars ou des Bisounours !